# Archives of Sexual Behavior
Archives of Sexual Behavior – recenzowany periodyk naukowy publikujący artykuły z dziedziny seksuologii. Istnieje od 1971 roku i jest oficjalnym czasopismem International Academy of Sex Research.

## Zawartość
W latach 2002–2011 liczba przesłanych do redakcji manuskryptów zwiększyła się z mniej niż 100 do około 350 rocznie. W latach 2002–2010 spośród wszystkich nadesłanych manuskryptów zaakceptowano lub wstępnie zaakceptowano od 12,4 to 21,2% z nich, od 28,4 do 47,5% z nich odesłano do gruntowej zmiany, a od 31,2 do 57,7% manuskryptów odrzucono. Około 75% manuskryptów odesłanych do gruntownej zmiany skończyło jako publikacje w czasopiśmie, a zdecydowana większość pozostałych nie została przedłożona ponownie.
Publikacje, jakie ukazują się na łamach „Archives of Sexual Behavior” obejmują:
- badania empiryczne (ilościowe i jakościowe),
- teoretyczne prace przeglądowe i eseje,
- opisy przypadków klinicznych,
- recenzje książek,
- listy do redakcji.

## Redaktorzy naczelni
- Richard Green (założyciel czasopisma)[4]: 1971–2001
- Kenneth J. Zucker (University of Toronto)[3][4]: 2002–

## Liczba cytowań, impact factor, punktacja MNiSW
W 2015 roku czasopismo zostało zacytowane 5016 razy, a jego impact factor za ten rok wyniósł 2,704, co uplasowało je na:
- 3. miejscu na 95 czasopism w kategorii „interdyscyplinarne nauki społeczne”,
- 27. miejscu spośród 122 czasopism w kategorii „psychologia kliniczna”.

Na polskiej liście czasopism punktowanych przez Ministerstwo Nauki i Szkolnictwa Wyższego z 2015 roku „Archives of Sexual Behavior” otrzymało 45 punktów.

## Indeksowanie i abstrakty
Indeksowanie czasopisma oraz abstrakty jego artykułów znajdują się w następujących bazach: SpringerLink, Social Science Citation Index, Journal Citation Reports/Social Sciences Edition, PubMed/Medline, SCOPUS, PsycINFO, EMBASE, Google Scholar, EBSCO, CSA, CAB International, Academic OneFile, Academic Search, Bibliography of Asian Studies, Biological Abstracts, BIOSIS, CAB Abstracts, CSA Environmental Sciences, Current Contents/Social & Behavioral Sciences, Educational Research Abstracts Online (ERA), EMCare, ERIH, Expanded Academic, Gale, Global Health, Higher Education Abstracts, International Bibliography of Book Reviews (IBR), International Bibliography of Periodical Literature (IBZ), OCLC, OmniFile, PSYCLINE, SCImago, Special Education Needs Abstracts, Studies on Women & Gender Abstracts, Summon, Vocational Education and Training Abstracts.